# Baraki Chotumskie
Baraki Chotumskie – wieś w Polsce, położona w województwie mazowieckim, w powiecie ciechanowskim, w gminie Ciechanów.
Wieś nie ma statusu sołectwa.
| SIMC    | Nazwa      | Rodzaj    |
| ------- | ---------- | --------- |
| 0112710 | Józefowo   | część wsi |
| 1053754 | Maliniak   | część wsi |
| 0112704 | Rajmundowo | część wsi |

W 2002 do Baraków Chotumskich włączono wieś Rajmundowo.
W latach 1975–1998 wieś administracyjnie należała do województwa ciechanowskiego.